# Expocenter der Ukraine

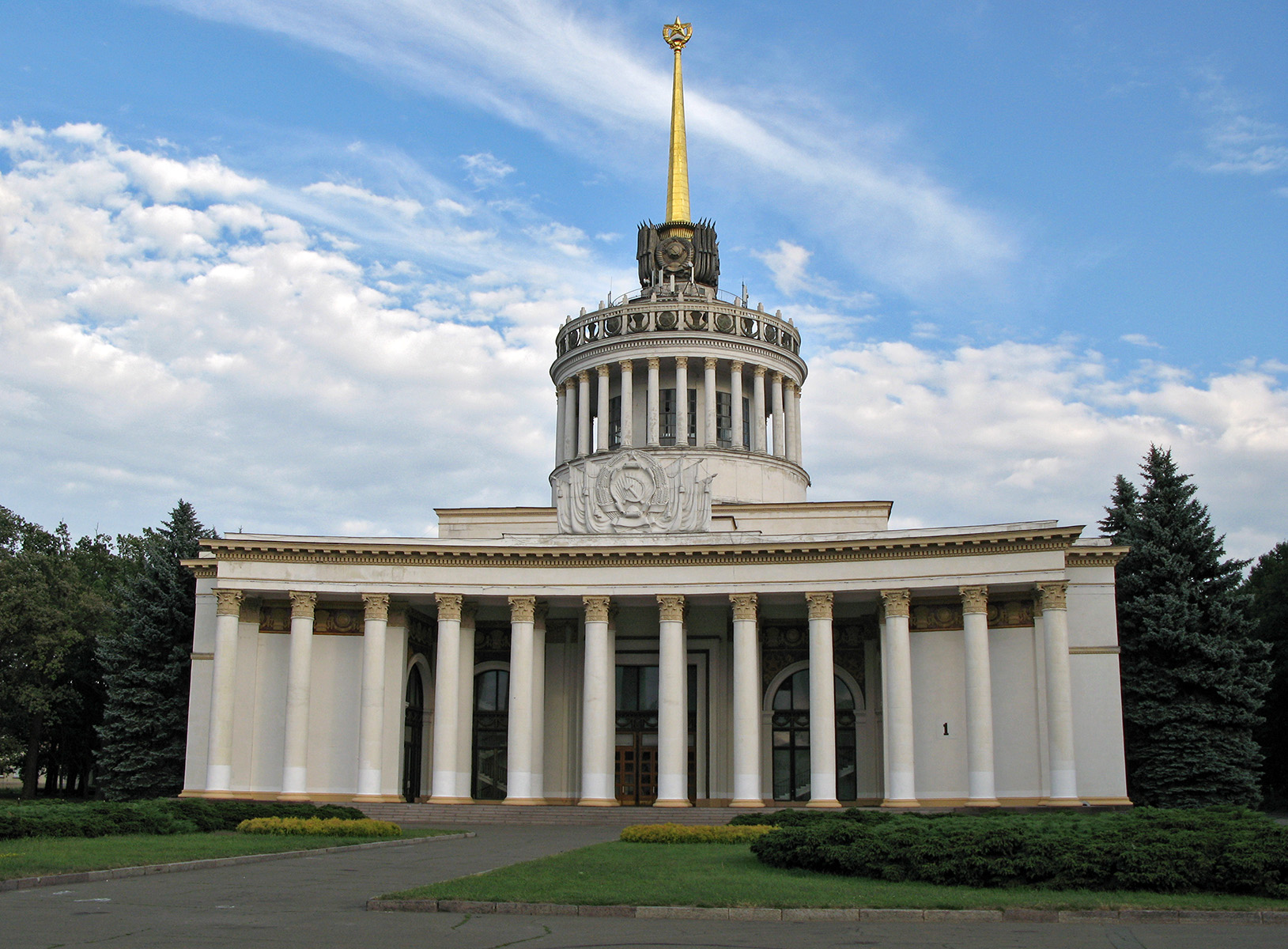
Hauptgebäude des Expocenters

Plan des Messegeländes

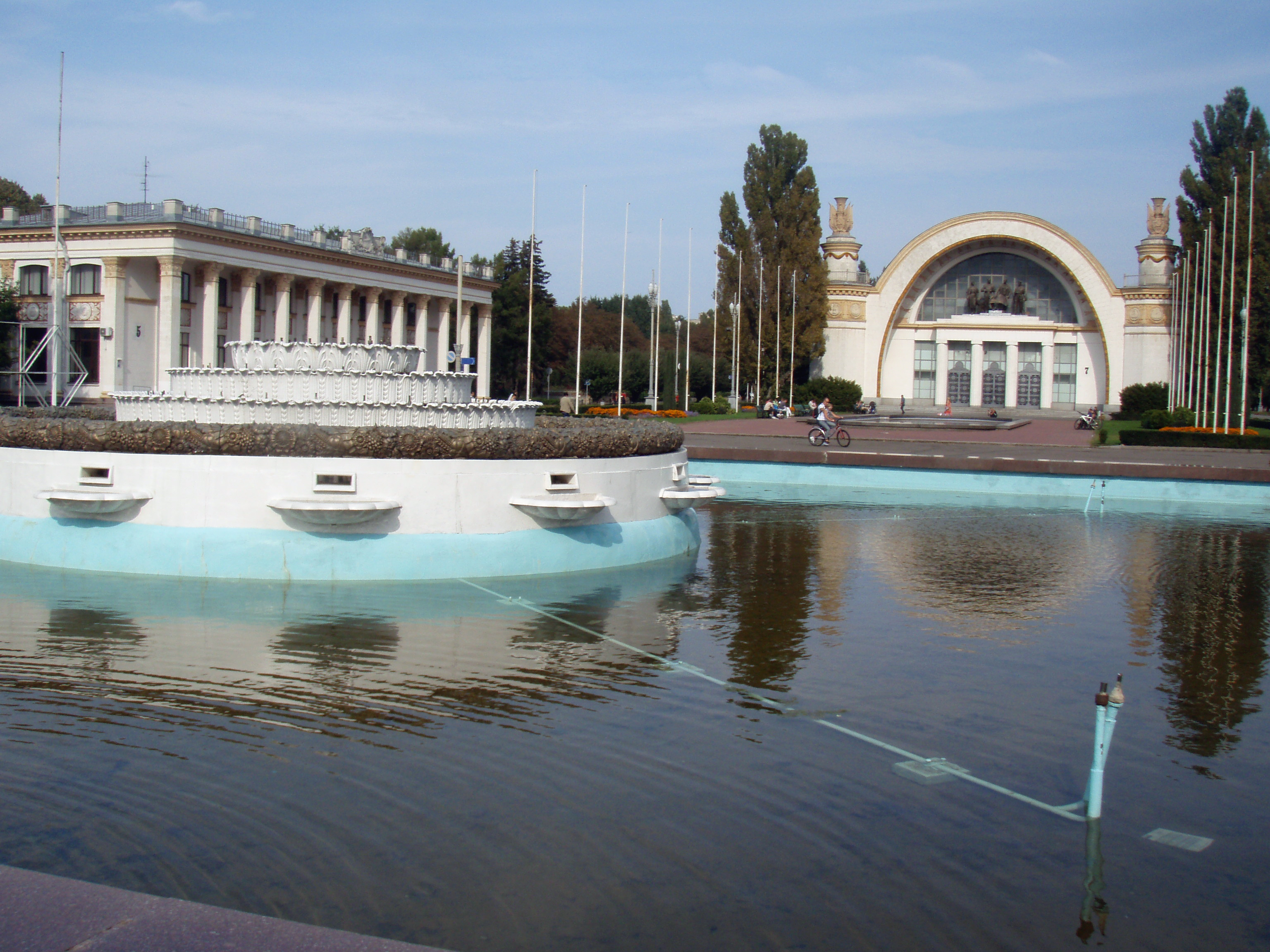
Teil des Messegeländes

Das Nationale Messezentrum „Expocenter der Ukraine“ (ukrainisch Національний комплекс «Експоцентр України») ist ein internationales Messezentrum in der ukrainischen Hauptstadt Kiew.
Das in den Jahren 1952 bis 1958 errichtete Expocenter im Rajon Holossijiw ist die einzige staatliche Messegesellschaft der Ukraine und Mitglied der Global Association Exhibition Industry (UFI), des Messeverbandes der Ukraine (EFU), sowie der Russischen Union der Messen und Ausstellungen.

## Nutzung
In dem am 6. Juli 1958 eröffneten Expocenter finden jährlich Messeveranstaltungen mit nahezu einer Million Besuchern statt. Zu den nationalen und internationalen Fachausstellungen, die auf der 39.000 m² großen (davon 18.000 m² überdacht) Ausstellungsfläche stattfinden, gehört die AGRO (einschl. Animal’EX).
Das Messegelände eignet sich mit seinem 286,3 Hektar großen Gelände, aufgrund der zahlreichen sehenswerten und unter Denkmalschutz stehenden Gebäuden im Zuckerbäckerstil (über 48 ha bebaute Fläche), den Denkmalen und weitläufigen Parks (171 ha Grünflächen und 3,5 ha Seen) auch als Ausflugsziel und zur Veranstaltung von Konzerten. Über die Metro-Station Wystawkowyj zentr ist das Messegelände an den öffentlichen Nahverkehr angebunden.